# Birte Tesch
Birte Tesch (* 13. November 1976 in Bremen, Deutschland) ist eine ehemalige deutsche Handballspielerin, die dem Kader der deutschen Nationalmannschaft angehörte.

## Karriere
Birte Tesch spielte anfangs beim TSV Osterholz-Tenever, mit deren B-Jugend sie 1991 an der Norddeutschen Meisterschaft teilnahm. Später schloss sich die Kreisläuferin dem Hastedter TSV an. Im Jahr 1996 nahm sie der deutsche Bundesligist TuS Walle Bremen unter Vertrag, der aus finanziellen Gründen junge Talente aus der Bremer Region verpflichtete. Zwei Jahre später wechselte sie zum Bundesligisten Borussia Dortmund. Mit Dortmund gewann sie 2003 den EHF Challenge Cup. Für Borussia Dortmund bestritt Tesch insgesamt 184 Bundesligapartien, in denen sie 247 Treffer erzielte. Zusätzlich lief Tesch für die Beachhandballmannschaft der Sandgirls auf, mit der sie mehrfach die deutsche Meisterschaft gewann. Ab dem Sommer 2006 stand sie beim Zweitligisten PSV Recklinghausen unter Vertrag. Ein Jahr später wechselte Tesch zum Verbandsligisten ASV Hamm, bei dem sie als Spielertrainerin tätig war.
Birte Tesch lief 42-mal für die deutsche Nationalmannschaft auf. Weiterhin gehörte sie dem Kader der deutschen Beachhandballnationalmannschaft an. Mit dieser Auswahl nahm sie an den World Games 2005 teil und gewann ein Jahr später die Beachhandball-Europameisterschaft.